# (35005) 1979 MY3
1979 MY3 (asteroide 35005) é um asteroide da cintura principal. Possui uma excentricidade de 0.16609310 e uma inclinação de 6.55287º.
Este asteroide foi descoberto no dia 25 de junho de 1979 por Eleanor F. Helin e Schelte J. Bus em Siding Spring.